# 人猴
《人·猴》（英文：The Man and the Monkey），是王芝瑜和雲文耀執導的1983年中國戲曲電影，李小春、朱碧雲、董文華、許還山、田春奎和汪以萍主演。

## 劇情
京劇演員梁盛春（李小春飾）在1930年代的北京以扮演孫悟空角色而出名，被稱為“活猴王”。他駐演的永樂劇院由黑社會老闆李大頭主宰。梁盛春師妹保護師妹白蓮花。事實上，白已愛上師兄，但她保持了這個秘密。梁盛春擁有很多女性崇拜者，但在現實生活充滿了危機，甚至遭到企圖謀殺。他的戲劇生涯充滿戲劇化。

## 演員
- 李小春
- 朱碧雲
- 董文華
- 許還山
- 田春奎
- 汪以萍
- 李萬春
- 張炬
- 孫國露
- 李子忠
- 孫玉珍
- 李志珍
- 王甘生